# German Angst
German Angst (englisch, etwa: „typisch deutsche Zögerlichkeit“) und German assertiveness (etwa: „typisch deutsches Hereinreden“) sind zwei komplementäre Stereotypen, die als charakteristisch empfundene, gesellschaftliche und politische, kollektive Verhaltensweisen der Deutschen bezeichnen.

## Herkunft
Der Begriff Angst, der sich ähnlich wie Weltschmerz in der englischen Sprache eingebürgert hat (Germanismus), bezeichnet hier entweder eine generalisierte Angststörung, eine unbegründete diffuse Furcht oder ein nur ostentativ vorgetragenes „Leiden an der Welt“. Das auf den deutschen und niederländischen Sprachraum beschränkte Substantiv „Angst“ wurde 1844 von Søren Kierkegaard in die philosophische Diskussion eingeführt, ist also nur über die etymologische Wurzel „typisch deutsch“. Über Kierkegaard gelangte der Begriff in den Existentialismus zu Martin Heidegger, Jean-Paul Sartre und Karl Jaspers. Von dort wurde er auch in das Beschreibungsvokabular für Kunstwerke übernommen. Heute kann der Begriff „Angst“ recht unspezifisch und oft ironisch für etwas Schauriges in der Populärkultur verwendet werden.
Assertiveness bedeutet „Durchsetzungsvermögen, Selbstbewusstsein, Bestimmtheit“.

## Beispiele für Stereotypen

### German Angst
Als Beispiel für das Stereotyp German Angst wurde Angst vor der Nuklearkatastrophe von Fukushima genannt. Zuletzt wurde auch im Kontext der COVID-19-Pandemie in Deutschland vielfach auf einen Zusammenhang zwischen German Angst und der deutschen Reaktion auf das Pandemiegeschehen verwiesen.
Im Zusammenhang mit der 2007 eingetretenen Finanz- und Wirtschaftskrise stellte Ulrich Greiner im Mai 2009 fest, dass von „German angst“ und deutschen „hysterischen Erscheinungen“ im Unterschied zu Nachbarländern wie England und Frankreich nichts Besonderes mehr zu vermerken sei. Es sehe so aus, „als müssten die Deutschen ihr Bild von sich revidieren“. Als Erklärung bietet Greiner die Beobachtung an, dass „die Masse als unheimliches Tier, als politisch explosive Macht, […] wenn auch nicht verschwunden, so doch vom allgemeinen Prozess der Individualisierung geschwächt worden“ sei. Der Historiker Frank Biess sah 2021 einen Zusammenhang mit vergangenen Angst schürenden Ereignissen, die ins kollektive Gedächtnis der deutschen Gesellschaft eingegangen sind.

## Rezeption in Wissenschaft und Literatur

### Angst als Charakteristikum von Deutschen in der literarischen Darstellung
Der amerikanische Schriftsteller Thomas Wolfe, Sohn eines deutschstämmigen Vaters, besuchte 1936 zum wiederholten Mal Deutschland, woraus in seinem posthum 1940 veröffentlichten Roman Es führt kein Weg zurück das vorletzte und wichtige Teile des Schlusskapitels gestaltet sind. In Deutschland wurde Wolfe als 36-Jähriger erstmals mit seinem Roman Schau heimwärts, Engel einem größeren Publikum bekannt. Der Erzähler seines Romans, George Webber, zeigt sich ganz überrascht und betroffen davon, wie viele Menschen ihn um die Jubelveranstaltung der Olympischen Sommerspiele in Berlin herum ins Vertrauen ziehen und ihm ihre Gestimmtheiten wiedergeben:

„Ihm wurde klar, dass diese ganze Nation von der Seuche einer ständigen Furcht infiziert war: gleichsam von einer schleichenden Paralyse, die alle menschlichen Beziehungen verzerrte und zugrunde richtete. Der Druck eines ununterbrochenen schändlichen Zwanges hatte dieses ganze Volk in angstvoll-bösartiger Heimlichtuerei verstummen lassen, bis es durch Selbstvergiftung in eine seelische Fäulnis übergegangen war, von der es nicht zu heilen und nicht zu befreien war. […] Im Lauf dieser Sommerwochen und -monate bemerkte George überall ringsum die Merkmale der Zersetzung und des Schiffbruchs eines großen Geistes. Die giftigen Ausstrahlungen von Unterdrückung, Verfolgung und Angst verpesteten die Luft wie ansteckende Miasmen und besudelten, verseuchten und vernichteten das Leben aller Menschen, die George kannte.“

Curzio Malaparte entwarf in seinem 1944 erschienenen Roman Kaputt ebenfalls ein Bild von angstvollen Deutschen, aber jetzt von Soldaten, und zwar vor dem Hintergrund einer Kriegserfahrung, die im Osten den geplanten „Blitzkrieg“ hat scheitern sehen, so dass sich für die Soldaten ein so nicht erwarteter totaler Vernichtungskrieg entwickelte:

„Die Offiziere schauten die Soldaten an und die auf die Erde geworfenen Gewehre und sagten nichts. Nunmehr war der Blitzkrieg beendet, jetzt begann der ‚Dreißigjährige Blitzkrieg‘; der gewonnene Krieg war zu Ende, jetzt begann der verlorene Krieg. Und ich beobachtete, wie in der Tiefe der erloschenen Augen der deutschen Offiziere und Soldaten der weiße Fleck der Angst geboren wurde, ich sah, wie er nach und nach wuchs, sich ausbreitete, die Pupille anfraß, die Wurzeln der Wimpern verbrannte, und die Wimpern fielen eine nach der anderen, wie die langen gelben Wimpern der Sonnenblumen. Wenn der Deutsche beginnt, Angst zu haben, wenn sich ihm die geheimnisvolle deutsche Angst ins Gebein schleicht, dann erst erregt er Schrecken und Mitgefühl. […] Und gerade dann wird der Deutsche gefährlich.“

### Angst im „Europäischen Bürgerkrieg 1914–1945“
Der Erste Weltkrieg war nach dem US-amerikanischen Historiker Arno J. Mayer Ergebnis einer allgemeinen Krise, die ganz Europa in einer „Décadence“- und „Fin-de-siècle“-Stimmung ergriffen hatte. Die europaweit immer noch herrschenden alten Eliten des Ancien Régime hätten sich in ihrer privilegierten Stellung durch „das Tempo der kapitalistischen Entwicklung, die revolutionäre Gesinnung des Proletariats, die Verletzlichkeit des staatlichen Ordnungsapparats und die Verselbständigungstendenzen des Industrie- und Bildungsbürgertums“ bedroht gesehen. Die sich daraus ergebende „große Angst“ habe dann die Herrschenden „zur Idee eines präventiven, ‚reinigenden‘ Krieges“ geführt.
Der Politikwissenschaftler Enzo Traverso widmet in seinem 2007 erschienenen Buch A feu et à sang. De la guerre civile européenne 1914–1945 ein Kapitel der Beschreibung der Angst, deren Wurzeln für das Klima in den Zwischenkriegsjahren er vor allem in der Erfahrung des Ersten Weltkrieges gegeben sieht. Sie finde ihren Ausdruck unter anderem in Werken von Erich Maria Remarque (Im Westen nichts Neues), von Ernst Jünger (In Stahlgewittern) oder von Louis-Ferdinand Céline (Reise ans Ende der Nacht). Diese Angst sei dann vom Faschismus für seine Zwecke instrumentalisiert worden:

„Der Faschismus hat den Mythos von der bolschewistischen Bedrohung auf die Unruhe und Unsicherheit gepfropft, die sich in den europäischen Gesellschaften nach dem „Großen Krieg“ ausgebreitet hatten. Er formte die Angst – die die Psychoanalyse als ein Gefühl von Furcht beschreibt, das unfähig ist, ein Ziel zu finden – in die Furcht vor einem konkreten Feind um: dem Kommunismus und der Revolution.“

Der Faschismus habe dann ein Männerbild verherrlicht, das Angst in Außenseiterfiguren gebannt habe, die als verweiblicht, hysterisch, jüdisch, insgesamt als degeneriert galten.

### Angst und Politik bei Franz Neumann
Während sich bei Malaparte im verallgemeinernden Fremdstereotyp Züge eines Feindbildes andeuten – worauf er es allerdings nicht abgesehen hat, weil er ausschließlich von deutschen Soldaten in einer bestimmten Situation ausgeht –, schließt Th. Wolfe an seine Schilderungen des Angstverhaltens von Deutschen eine Analyse amerikanischer Befindlichkeit an:

„So wurde mir in der Fremde, unter diesen tief bewegenden, Besorgnis und Abscheu erregenden Umständen zum erstenmal richtig klar, wie schlecht es um Amerika stand; ich erkannte auch, dass es an einer ähnlichen Krankheit wie Deutschland litt und dass diese Krankheit als eine furchtbare seelische Seuche die ganze Welt beherrschte.“

In einem 1954 veröffentlichten Aufsatz „Angst und Politik“ geht der deutsch-amerikanische Politikwissenschaftler Franz Neumann (1900–1954) von den vier Freiheiten aus, die Franklin D. Roosevelt am 6. Januar 1941 zu seinem Programm gemacht hatte: Meinungsfreiheit, Religionsfreiheit, ökonomische Sicherheit und Freedom from Fear, Freiheit von Furcht. Neumanns These zu Zeiten des Kalten Krieges ist, das Ende des Zweiten Weltkrieges habe „die Angst nicht aus der Welt verschwinden lassen. Sie ist, im Gegenteil, noch größer geworden und beginnt, Nationen zu paralysieren und Menschen unfähig zu machen, sich frei zu entscheiden.“ Während er in Terror, Propaganda, in gemeinsam begangenen Verbrechen und in der Führeridentifizierung die Methoden ausmacht, mit der Angst politisch institutionalisiert wird, sieht er Deutschland nicht so gefährdet, „weil die historische Erfahrung trotz aller Versuche, die Erinnerung an den Nationalsozialismus zu verdrängen, doch recht stark nachwirkt“.

## Belege
1. ↑  Walter Schulz: Das Problem der Angst in der neueren Philosophie, in: Aspekte der Angst, hrsg. von Hoimar von Ditfurth, München 1972, S. 13–27.
2. ↑  Reinhard Zöllner: Japan. Fukushima. Und wir. Zelebranten einer nuklearen Erdbebenkatastrophe. Iudicium, München 2011, S. 144–155.
3. ↑  tagesschau.de: Corona-Maßnahmen: "Freedom Day" statt "German Angst"? 18. September 2021, abgerufen am 8. August 2022.
4. ↑  Georg Anastasiadis: Das Spiel mit der Corona-Angst muss enden. Münchener Zeitungs-Verlag GmbH & Co. KG, 5. Februar 2022, abgerufen am 8. August 2022.
5. ↑  Thea Dorn: Fürchten Sie sich nicht? Zeit Online GmbH, 6. August 2022, archiviert vom Original am 7. August 2022; abgerufen am 8. August 2022.  Info: Der Archivlink wurde automatisch eingesetzt und noch nicht geprüft. Bitte prüfe Original- und Archivlink gemäß Anleitung und entferne dann diesen Hinweis.
6. ↑  Ulrich Greiner: Was ist aus der German Angst geworden? Mitten in der Wirtschaftskrise regen sich die Deutschen nicht mehr auf als die Bürger anderer Nationen auch. Die Lust an der Apokalypse ist ihnen vergangen. In: Die Zeit vom 14. Mai 2009, S. 25.
7. ↑  Hans-Jürgen Bartsch: German Angst: In die Zukunft projizierte Vergangenheit. Deutschlandfunk Nova, 11. September 2021, abgerufen am 8. August 2022.
8. ↑  Thomas Wolfe: Es führt kein Weg zurück. Hamburg 1953, S. 533, 535.
9. ↑  Curzio Malaparte: Kaputt. Frankfurt a. M. 2007, S. 268 f.
10. ↑  Arno J. Mayer: Adelsmacht und Bürgertum. Die Krise der europäischen Gesellschaft 1848–1914, München 1984, S. 300 f.
11. ↑  Enzo Traverso: A feu et à sang. De la guerre civile européenne 1914–1945. Paris (Stock) 2007. – Deutsch: Im Bann der Gewalt. Der europäische Bürgerkrieg 1914–1945. Siedler: München 2008, ISBN 3-88680-885-8, S. 212.
12. ↑  Enzo Traverso: A feu et à sang. De la guerre civile européenne 1914–1945. Paris (Stock) 2007. – Deutsch: Im Bann der Gewalt. Der europäische Bürgerkrieg 1914–1945. Siedler: München 2008, ISBN 3-88680-885-8, S. 227.
13. ↑  Enzo Traverso: A feu et à sang. De la guerre civile européenne 1914–1945. Paris (Stock) 2007. – Deutsch: Im Bann der Gewalt. Der europäische Bürgerkrieg 1914–1945. Siedler: München 2008, ISBN 3-88680-885-8, S. 225.
14. ↑  Thomas Wolfe: Es führt kein Weg zurück. Reinbek bei Hamburg 1995, S. 614
15. ↑  Franz Neumann: Angst und Politik. In: Franz Neumann: Demokratischer und autoritärer Staat. Studien zur politischen Theorie. Frankfurt a. M. 1967, S. 261.
16. ↑  Franz Neumann: Angst und Politik. In: Franz Neumann: Demokratischer und autoritärer Staat. Studien zur politischen Theorie. Frankfurt a. M. 1967, S. 284.